# Crocidura newmarki
Crocidura newmarki és una espècie d'eulipotifle de la família de les musaranyes. És endèmica de Tanzània. Té una llargada de cap a gropa de 65–85 mm, una cua de 45–60 mm i un pes de 6–11 g. Els pèls són grisos amb la punta de color marró. L'espècie fou anomenada en honor del Dr. William D. Newmark, «en reconeixement dels seus esforços de conservació incansables i el seu estudi a llarg termini dels éssers vius de Tanzània, amb èmfasi en les muntanyes Usambara orientals i occidentals».